# الحجفة (حجافة)

تعديل مصدري - تعديل

الحجفة محلة تابعة لقرية حجافة، التابعة لعزلة حقين بمديرية حزم العدين إحدى مديريات محافظة إب في الجمهورية اليمنية، بلغ تعداد سكانها 121 حسب تعداد اليمن لعام 2004.